# Jean-Gaspard Heilmann
Pour les articles homonymes, voir Heilmann.
Jean-Gaspard Heilmann, né à Mulhouse vers 1718 et mort à Paris le 27 septembre 1760, est un artiste-peintre alsacien, auteur de paysages, de scènes historiques et de portraits raffinés appréciés. C'est le premier peintre mulhousien qui connut une certaine notoriété à Paris.

## Biographie
Issu d'une famille mulhousienne documentée depuis le XVIe siècle, orphelin très jeune, il se forme à Schaffhouse (Haut-Rhin) chez le peintre Hans Deggeller, puis à Bâle (Suisse).
Remarqué par le cardinal de Tencin, il le suit à Rome et exécute pour lui de nombreuses commandes. L'ambassadeur de France à Rome l'emmène à Paris en 1742. Heilmann y demeure jusqu'à sa mort et s'y lie avec le graveur Jean-Georges Wille et François Boucher, premier peintre du roi Louis XV.
Il meurt en 1760 à l'âge de 42 ans.

## Œuvres
- Portrait de femme (huile), 1748, Musée Magnin à Dijon
- Portrait d'homme et son pendant Portrait de femme (1749), Musée des beaux-arts de Strasbourg
- Sous-bois (dessin), Musée Bonnat à Bayonne
- Autoportrait en costume d'atelier (huile), Musée des beaux-arts de Mulhouse
- Autoportrait en costume d'apparat (huile), vers 1750, Musée des beaux-arts de Mulhouse
- Deux natures mortes, Musée des beaux-arts de Mulhouse
- Portrait de Jacques Sigismond de Reinach Steinbrunn, prince-évêque de Bâle, dans la famille du Baron de Reinach Hirtzbach à Hirtzbach ( Haut-Rhin, Alsace )